# Sécurité automobile
La sécurité automobile est l'étude et la pratique de la conception, de la construction, de l'équipement et de la réglementation visant à minimiser l'occurrence et les conséquences des collisions routières impliquant des véhicules à moteur. La sécurité routière comprend plus largement la conception des routes.

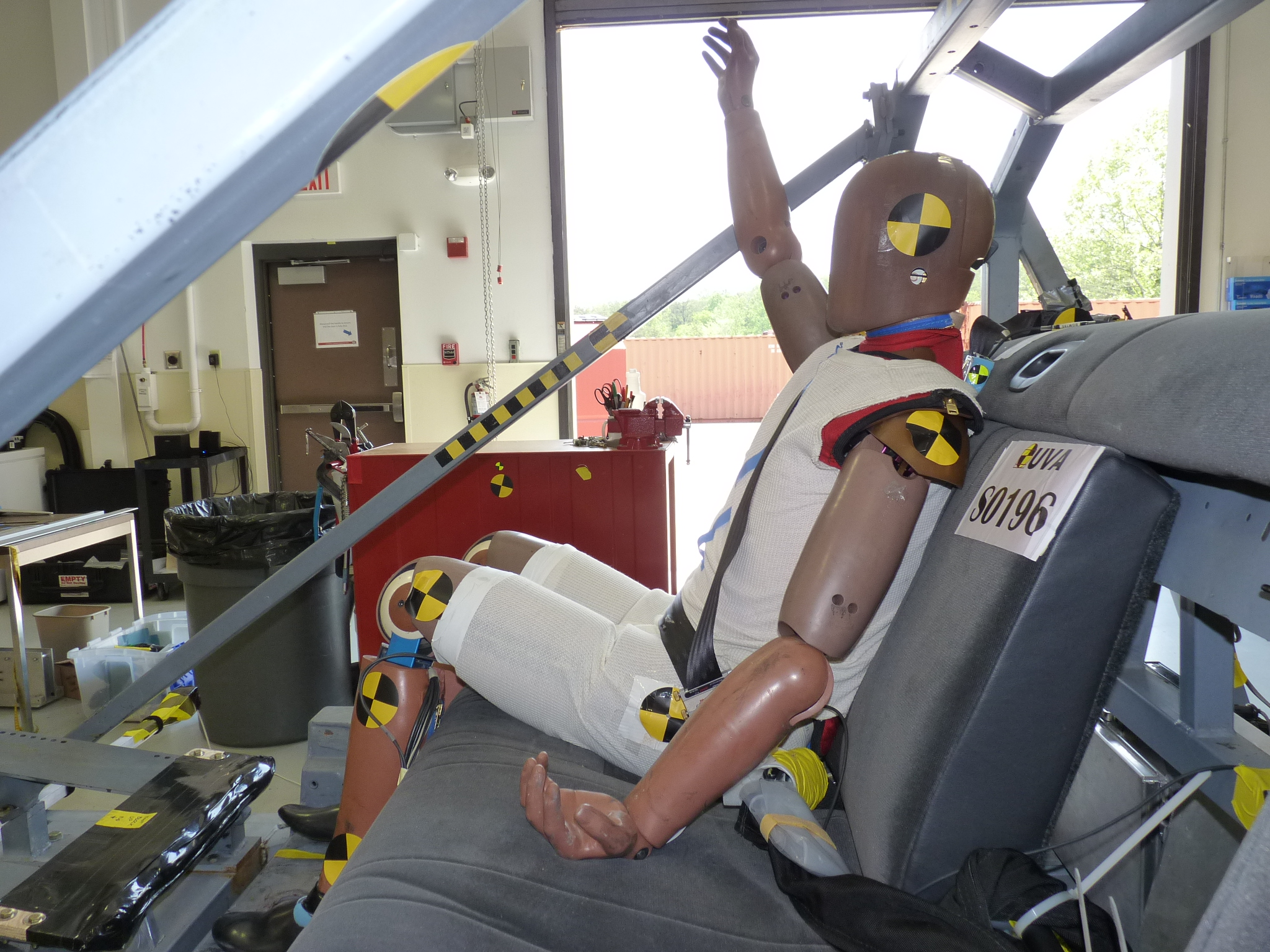
Test de simulation de collision.

L'une des premières études universitaires formelles sur l'amélioration de la sécurité des véhicules à moteur a été réalisée par le Cornell Aeronautical Laboratory de Buffalo, New York. La principale conclusion de leur rapport détaillé est l'importance cruciale des ceintures de sécurité et des tableaux de bord rembourrés. Cependant, le principal vecteur de décès et de blessures liés à la circulation est la masse et la vitesse disproportionnées d'une automobile par rapport à celles de la victime prédominante, le piéton.
Selon l'Organisation mondiale de la santé (OMS), 80 % des voitures vendues dans le monde ne sont pas conformes aux principales normes de sécurité. Seuls 40 pays ont adopté l'ensemble des sept réglementations les plus importantes pour la sécurité automobile.
Aux États-Unis, un piéton est blessé par un véhicule à moteur toutes les 8 minutes et est 1,5 fois plus susceptible que les occupants d'un véhicule d'être tué dans un accident de véhicule à moteur par sortie.
Les améliorations apportées à la conception des routes et des véhicules à moteur ont régulièrement réduit les taux de blessures et de décès dans tous les pays du premier monde. Néanmoins, les collisions automobiles sont la principale cause de décès liés à des blessures, soit un total estimé à 1,2 million en 2004, soit 25 % du total toutes causes confondues. Parmi les personnes tuées par des voitures, près des deux tiers sont des piétons. La théorie de la compensation des risques a été utilisée dans des arguments contre les dispositifs de sécurité, les réglementations et les modifications des véhicules malgré l'efficacité de sauver des vies.
Des coalitions pour promouvoir la sécurité routière et automobile, telles que Together for Safer Roads (TSR), rassemblent des entreprises mondiales du secteur privé, de tous les secteurs, pour collaborer à l'amélioration de la sécurité routière. TSR rassemble les connaissances, les données, la technologie et les réseaux mondiaux des membres pour se concentrer sur cinq domaines de la sécurité routière qui auront un impact à l'échelle mondiale et au sein des communautés locales.
La tendance à la hausse des objets autonomes est largement motivée par l'évolution vers la voiture autonome, qui à la fois aborde les principaux problèmes de sécurité existants et crée de nouveaux problèmes. La voiture autonome devrait être plus sûre que les véhicules existants, en éliminant l'élément le plus dangereux - le conducteur. Le Center for Internet and Society de la Stanford Law School affirme que « Quelque quatre-vingt-dix pour cent des accidents de véhicules à moteur sont causés au moins en partie par une erreur humaine ». Mais alors que des normes de sécurité telles que l'ISO 26262 spécifient la sécurité requise, il incombe toujours à l'industrie de démontrer une sécurité acceptable.

## Conduite professionnelle
Les accidents de la route liés au travail sont la principale cause de décès par traumatismes sur le lieu de travail aux États-Unis. Ils ont causé près de 12 000 décès entre 1992 et 2000. Les décès et les blessures causés par ces accidents de la route entraînent une augmentation des coûts pour les employeurs et une perte de productivité en plus de leur tribut en souffrance humaine. Les chauffeurs de camion ont tendance à subir des taux de mortalité plus élevés que les travailleurs d'autres professions, mais les préoccupations concernant la sécurité des véhicules à moteur sur le lieu de travail ne se limitent pas à celles qui entourent la conduite de gros camions. Les travailleurs en dehors de l'industrie du transport routier utilisent régulièrement des véhicules appartenant à l'entreprise pour les livraisons, les appels de vente et de réparation, les visites de clients, etc. Dans ces cas, l'employeur fournissant le véhicule joue généralement un rôle majeur dans l'établissement de la politique de sécurité, d'entretien et de formation. Comme dans la conduite non professionnelle, les jeunes conducteurs sont particulièrement à risque. Sur le lieu de travail, 45 % de toutes les blessures mortelles chez les travailleurs de moins de 18 ans entre 1992 et 2000 aux États-Unis ont résulté d'incidents de transport.

## Sécurité active et passive
Les termes « actif » et « passif » sont des termes simples mais importants dans le monde de la sécurité automobile. « Sécurité active » est utilisée pour désigner la technologie aidant à la prévention d'un accident et la « sécurité passive » aux composants du véhicule (principalement les airbags, les ceintures de sécurité et la structure physique du véhicule) qui aident à protéger les occupants lors d'un accident,.

### Évitement des collisions
Les systèmes et dispositifs anticollision aident le conducteur — et, de plus en plus, le véhicule lui-même — à éviter une collision. Cette catégorie comprend :
- Les phares, réflecteurs et autres feux et signaux du véhicule
- Les rétroviseurs du véhicule
- Les systèmes de freinage, de direction et de suspension du véhicule

### Aide à la conduite
Les systèmes d'assistance à la conduite constituent un sous-ensemble de la prévention des collisions, qui aident le conducteur à détecter les obstacles et à contrôler le véhicule. Les systèmes d'aide à la conduite comprennent :
- Système de détection de la vigilance du conducteur (DADS) pour aider à prévenir les accidents causés par la fatigue, le manque de vigilance ou les distractions[12]
- Systèmes de freinage automatique pour prévenir ou réduire la gravité des collisions.
- Systèmes de vision nocturne infrarouge pour augmenter la distance de vision au-delà de la portée des phares
- Les phares adaptatifs contrôlent la direction et la portée des faisceaux des phares pour éclairer le conducteur dans les virages et maximiser la distance de vision sans aveugler partiellement les autres conducteurs
- Capteurs de recul, qui alertent les conducteurs des objets difficiles à voir sur leur chemin lors de la marche arrière
- Caméra de recul
- Régulateur de vitesse adaptatif qui maintient une distance de sécurité avec le véhicule qui précède
- Systèmes d'avertissement de sortie de voie pour alerter le conducteur d'un écart involontaire de la voie de circulation prévue
- Systèmes de surveillance de la pression des pneus ou systèmes de détection de dégonflage
- Systèmes antipatinage qui restaurent la traction si les roues motrices commencent à patiner
- Correcteur électronique de trajectoire, qui intervient pour éviter une perte de contrôle imminente
- Systèmes anti-blocage des roues
- Systèmes de répartiteur électronique de freinage
- Systèmes d'assistance au freinage d'urgence
- Systèmes de contrôle de freinage en virage
- Systèmes de mesure et de gouvernance de la vitesse Assured Clear Distance Ahead
- Systèmes anti-collision
- Stationnement automatique
- Les systèmes de capteurs de détection d'obstacles informent un conducteur de la proximité de son véhicule par rapport à un objet - fournissant généralement une mesure de distance, au pouce près, de sa proximité.

### Résistance aux chocs
Les systèmes et dispositifs résistants aux collisions préviennent ou réduisent la gravité des blessures lorsqu'une collision est imminente ou se produit réellement. De nombreuses recherches sont menées à l'aide de mannequins anthropomorphes de crash test.
- Les ceintures de sécurité limitent le mouvement vers l'avant d'un occupant, s'étirent pour absorber l'énergie, pour allonger le temps d'accélération négative de l'occupant en cas de collision, réduisant ainsi la charge sur le corps des occupants. Ils évitent que les occupants ne soient éjectés du véhicule et assurent qu'ils sont dans la bonne position pour le fonctionnement des airbags.
- Les airbags se gonflent pour amortir l'impact d'un occupant du véhicule avec diverses parties de l'intérieur du véhicule. Le plus important étant la prévention de l'impact direct de la tête du conducteur avec le volant et le montant de porte.
- Les pare-brise feuilletés restent d'un seul tenant lorsqu'ils sont touchés, empêchant la pénétration de la tête des occupants sans ceinture et maintenant une transparence minimale mais adéquate pour le contrôle de la voiture immédiatement après une collision. C'est également une partie structurelle collée de la cellule de sécurité. Les vitres latérales et arrière en verre trempé se brisent en granules avec des bords peu tranchants, plutôt que de se briser en fragments déchiquetés comme le fait le verre ordinaire.
- Les zones de déformation absorbent et dissipent la force d'une collision, la déplaçant et la détournant de l'habitacle et réduisant la force d'impact d'accélération négative sur les occupants du véhicule. Les véhicules comprendront également des zones de déformation avant, arrière et peut-être latérales (comme Volvo SIPS).
- Cellule de sécurité : l'habitacle est renforcé avec des matériaux à haute résistance, aux endroits soumis à des charges élevées en cas de collision, afin de maintenir un espace de survie pour les occupants du véhicule. L'intrusion dans les pieds est un mode de défaillance reconnu de la cellule de sécurité, et les barres anti-intrusion sont un composant de protection en cas d'impacts latéraux.
- Colonnes de direction pliables à joint universel, avec airbag volant. Le système de direction est monté derrière l'essieu avant - derrière et protégé par la zone de déformation avant. Cela réduit le risque et la gravité d'impact du conducteur ou même d'empalement sur la colonne en cas de collision frontale.
- Systèmes de protection des piétons.
- Le rembourrage du tableau de bord et d'autres pièces intérieures, sur le véhicule dans les zones susceptibles d'être heurtées par les occupants lors d'un accident, et le placement prudent des supports de montage loin de ces zones.
- Des barrières de chargement sont parfois installées pour fournir une barrière physique entre les compartiments passagers et cargo dans des véhicules tels que les SUV, les breaks et les fourgonnettes. Ceux-ci aident à prévenir les blessures causées par les occupants heurtés par une cargaison non arrimée. Ils peuvent également aider à prévenir l'effondrement du toit en cas de renversement du véhicule.

### Survie après un crash
La capacité de survie après un accident est la chance que les conducteurs et les passagers survivent à un accident après qu'il s'est produit. Une technologie telle que la notification automatique avancée de collision (eCall) peut passer automatiquement des appels aux services d'urgence et envoyer des informations sur une collision de véhicules.

### Sécurité des piétons
Les voitures sont beaucoup plus dangereuses pour les piétons que pour les conducteurs et les passagers. Les deux tiers des 1,3 million de décès annuels liés à l'automobile sont des piétons.[1] Depuis au moins le début des années 1970, l'attention a également été accordée à la conception des véhicules en ce qui concerne la sécurité des piétons dans les collisions auto-piéton. Les propositions en Europe exigeraient que les voitures vendues là-bas aient une hauteur de capot (capot) minimum/maximum. À partir de 2006, l'usage des « pare-buffle », à la mode sur les 4×4 et SUV, est devenu illégal dans l'Union européenne, après avoir été interdit sur toutes les voitures neuves en 2002.

### Visibilité

#### Lumières et réflecteurs
Les véhicules sont équipés d'une variété de lumières et de réflecteurs pour marquer leur présence, leur position, leur largeur, leur longueur et leur sens de déplacement ainsi que pour transmettre l'intention et les actions du conducteur aux autres conducteurs. Ceux-ci comprennent les phares du véhicule, les feux de position avant et arrière, les feux de position latéraux et les réflecteurs, les clignotants, les feux de stop (frein) et les feux de recul. Les autobus scolaires et les camions semi-remorques en Amérique du Nord doivent porter des bandes rétroréfléchissantes décrivant leurs périmètres latéraux et arrière pour une plus grande visibilité la nuit.
Les feux diurnes sont obligatoires dans les pays nordiques depuis le milieu des années 1970, au Canada depuis 1990 et dans toute l'Union européenne depuis le 7 février 2011,.

#### Couleur du véhicule
Un essai de 2004 sur la relation entre la couleur de la voiture et la sécurité a déclaré qu'aucune étude précédente n'avait été scientifiquement concluante. Depuis lors, une étude suédoise a révélé que les voitures roses sont impliquées dans le moins d'accidents et que les voitures noires sont impliquées dans le plus grand nombre d'accidents (Land transport NZ 2005). À Auckland, en Nouvelle-Zélande, une étude a révélé qu'il y avait un taux de blessures graves significativement plus faible dans les voitures argentées, avec des taux plus élevés dans les voitures brunes, noires et vertes. L'étude sur la couleur des véhicules, menée par le Centre de recherche sur les accidents de l'Université Monash (MUARC) et publiée en 2007, a analysé 855 258 accidents survenus entre 1987 et 2004 dans les États australiens de Victoria et d'Australie-Occidentale et ayant entraîné des blessures ou le remorquage d'un véhicule. L'étude a analysé le risque par condition d'éclairage. Il a révélé qu'à la lumière du jour, les voitures noires étaient 12 % plus susceptibles que les blanches d'être impliquées dans une collision, suivies des voitures grises à 11 %, des voitures argentées à 10 % et des voitures rouges et bleues à 7 %, sans autre couleur trouvée. être significativement plus ou moins risqué que le blanc. À l'aube ou au crépuscule, le risque relatif pour les voitures noires est passé à 47 % plus probable que les blanches, et celui pour les voitures argentées à 15 %. Dans les heures d'obscurité, seules les voitures rouges et argentées se sont avérées significativement plus risquées que les blanches, de 10 % et 8 % respectivement.

### Fonctions de sécurité inutilisées
De nombreuses inventions et idées différentes qui peuvent ou non avoir été pratiques en matière de sécurité automobile ont été avancées mais n'ont jamais été intégrées à une voiture de série. Ces éléments incluent le siège du conducteur au milieu (pour donner à la personne une meilleure vue) (à l'exception de la super voiture McLaren F1), les sièges orientés vers l'arrière (à l'exception des sièges d'auto pour bébé) et le manche de commande.

## Tendances en matière de sécurité
Malgré les progrès technologiques, environ 34 000 personnes meurent chaque année aux États-Unis. Bien que les taux de mortalité par véhicule immatriculé et par distance parcourue par véhicule aient régulièrement diminué depuis l'avènement d'une réglementation importante sur les véhicules et les conducteurs, le nombre brut de décès augmente généralement en fonction de l'augmentation de la population et du nombre de véhicules sur la route. Cependant, les fortes hausses du prix du carburant et les changements de comportement des conducteurs qui en découlent réduisent le nombre de décès sur les routes en 2007-2008 aux États-Unis à un niveau inférieur au nombre de décès de 1961. Les litiges ont été au cœur de la lutte pour imposer des voitures plus sûres.
La sécurité est également un enjeu majeur dans l'Union européenne (UE 28) avec 25 249 décès et environ 130 000 blessés graves en 2018 et 2017 respectivement. Dans l'ensemble, entre 2001 et 2018, il y a eu une réduction de près de 50 % des décès sur les routes dans l'UE, passant de 55 092 en 2001 au chiffre actuel de 25 249.[73] En termes de millions d'habitants, en 2018, la moyenne de l'UE était que 49 personnes par million d'habitants sont mortes sur les routes. Alors que la Roumanie avait les pires chiffres à cet égard, en 2018, avec 96 personnes sur un million d'habitants mourant sur les routes, la Belgique avait le score médian de 52 décès par million, et le Royaume-Uni a obtenu le meilleur score avec 28 personnes sur chaque million de morts sur leurs routes.

## Problèmes pour des groupes démographiques particuliers

### Femmes enceintes
Lorsqu'elles sont enceintes, les femmes doivent continuer à utiliser correctement les ceintures de sécurité et les airbags. Une étude de l'Université du Michigan a révélé que « les femmes enceintes non attachées ou mal attachées sont 5,7 fois plus susceptibles d'avoir une issue fœtale défavorable que les femmes enceintes correctement attachées ». Si les ceintures de sécurité ne sont pas assez longues, des rallonges sont disponibles auprès du constructeur automobile ou d'un fournisseur de pièces de rechange.

### Nourrissons et enfants
Les enfants présentent des défis importants dans l'ingénierie et la production de véhicules sûrs, car la plupart des enfants sont nettement plus petits et plus légers que la plupart des adultes. De plus, les enfants, loin d'être des adultes réduits, ont toujours un système squelettique non développé. Cela signifie que les systèmes de retenue des véhicules tels que les airbags et les ceintures de sécurité, loin d'être efficaces, sont dangereux s'ils sont utilisés pour retenir de jeunes enfants. En reconnaissance de cela, de nombreux professionnels de la santé et juridictions recommandent ou exigent que les enfants de moins d'un âge, d'une taille et/ou d'un poids particuliers montent dans un siège pour enfant et/ou sur la banquette arrière, selon le cas.
En Europe, le règlement ECE R44 stipule que les enfants de moins de 150 cm doivent voyager dans un dispositif de retenue pour enfants adapté à leur poids. Chaque pays a ses propres adaptations du présent règlement. Par exemple, au Royaume-Uni, les enfants doivent voyager dans un dispositif de retenue pour enfants jusqu'à ce qu'ils mesurent 135 cm ou atteignent 12 ans, ce qui arrive le plus tôt. Autre exemple, en Autriche, le conducteur de véhicules de tourisme est responsable pour les personnes de moins de 150 cm et de moins de 14 ans d'être assises dans un siège de sécurité pour enfants adéquat. De plus, il est interdit aux enfants de moins de 3 ans de circuler dans un véhicule de tourisme sans "système de sécurité" (ce qui signifie en pratique que le véhicule n'est pas équipé de ceintures de sécurité ou de systèmes techniques comme Isofix), alors que les enfants de 3 à 14 ans doivent monter sur la banquette arrière.
La Suède précise qu'un enfant ou un adulte de moins de 140 cm est légalement interdit de rouler dans un endroit avec un airbag actif devant lui.
La majorité des professionnels de la santé et des ingénieurs biomécaniques s'accordent à dire que les enfants de moins de deux ans sont beaucoup plus en sécurité s'ils voyagent dans un dispositif de retenue pour enfants dos à la route.
Les verrous de sécurité pour enfants et les commandes de verrouillage des vitres électriques contrôlées par le conducteur empêchent les enfants d'ouvrir les portes et les vitres de l'intérieur du véhicule.

### Les nourrissons laissés dans les voitures
Les très jeunes enfants peuvent périr de chaleur ou de froid s'ils sont laissés sans surveillance dans une voiture garée, que ce soit délibérément ou par distraction. En 2004, la NHTSA américaine estimait à 25 décès par an les enfants laissés dans des voitures chaudes.

### Les conducteurs adolescents
Au Royaume-Uni, un permis de conduire complet peut être obtenu à 17 ans, et la plupart des régions des États-Unis délivreront un permis de conduire complet à 16 ans, le tout dans une fourchette comprise entre 14 et 18. En plus d'être relativement inexpérimentés, les conducteurs adolescents sont également immatures sur le plan cognitif, par rapport aux conducteurs adultes. Cette combinaison conduit à un taux d'accidents relativement élevé parmi ce groupe démographique.
Dans certaines régions, les véhicules des nouveaux conducteurs doivent porter un panneau d'avertissement pour alerter les autres conducteurs que le véhicule est conduit par un conducteur inexpérimenté et en apprentissage, leur donnant la possibilité d'être plus prudents et d'encourager les autres conducteurs à laisser plus de latitude aux novices. Aux États-Unis, le New Jersey a la loi de Kyleigh citant que les conducteurs adolescents doivent avoir un autocollant sur leur véhicule.
Certains pays, comme l'Australie, les États-Unis, le Canada et la Nouvelle-Zélande, ont des niveaux progressifs de permis de conduire, avec des règles spéciales. En 2010, tous les États américains exigeaient un permis de conduire progressif pour les conducteurs de moins de 18 ans. En Italie, la vitesse et la puissance maximales des véhicules conduits par les nouveaux conducteurs sont limitées. En Roumanie, la vitesse maximale des véhicules conduits par de nouveaux conducteurs (moins d'un an d'expérience) est inférieure de 20 km/h à la norme nationale (hors villages, villes et agglomérations). De nombreux États américains autorisent les jeunes de 18 ans à ignorer certaines exigences auxquelles les jeunes conducteurs seraient confrontés, ce qui, selon les statistiques, peut entraîner des taux d'accidents plus élevés chez les nouveaux conducteurs. Le New Jersey a les mêmes exigences pour les nouveaux conducteurs jusqu'à l'âge de 21 ans, ce qui peut éviter ce problème.

### Les conditions médicales
Selon une étude publiée en 2017 dans le Mayo Clinic Proceedings, bien que la plupart des conducteurs souffrant de problèmes de santé soient des conducteurs prudents, les conducteurs souffrant de troubles psychiatriques ou de toxicomanie sont particulièrement exposés au risque de conduite dangereuse. L'étude a également indiqué que les conducteurs souffrant de troubles neurologiques constituaient la majorité de l'ensemble de la population étudiée (Belgique) qui ont été référés pour une évaluation de conduite, mais ils n'étaient pas les conducteurs les plus dangereux.

### Âge
Les statistiques d'assurance aux États-Unis indiquent une augmentation de 30 % du nombre de personnes âgées tuées, par rapport à 1975 à 2000. Plusieurs États exigent des tests supplémentaires pour les conducteurs âgés. Par conducteur, le nombre d'accidents mortels et globaux diminue avec l'âge, à quelques exceptions près pour les conducteurs de plus de 75 ans. La tendance globale peut être due à une plus grande expérience et à l'évitement de conduire dans des conditions défavorables. Cependant, sur une base par miles parcourus, les conducteurs de moins de 25-30 ans et de plus de 65-70 ans ont des taux d'accidents significativement plus élevés. La capacité de survie des accidents diminue de façon monotone avec l'âge de la victime.
Un problème courant pour les personnes âgées est la question de savoir quand une condition médicale ou le vieillissement biologique présente un problème suffisamment grave pour qu'il faille arrêter de conduire. Dans certains cas, cela signifie renoncer à une certaine indépendance personnelle, mais dans les zones urbaines, cela signifie souvent compter davantage sur les transports en commun. De nombreux systèmes de transport en commun offrent des tarifs réduits aux personnes âgées, et certaines administrations locales proposent des « navettes pour personnes âgées » spécifiquement destinées à ce groupe démographique.

## Programmes de véhicules
Bien qu'on considère généralement que le conducteur est responsable en cas de collision, le véhicule peut également contribuer aux collisions, jusqu'à 3 % à 5 % des collisions.
Deux types de programmes existent : le programme d'évaluation des voitures neuves pour les voitures neuves et les inspections de véhicules pour les autres.

### NCAP
Un programme d'évaluation des voitures neuves est un programme de sécurité automobile gouvernemental ou institutionnel chargé d'évaluer les nouvelles conceptions de voitures en matière de performances contre diverses menaces pour la sécurité.
Deux NCAP bien connus sont le programme américain d'évaluation des voitures neuves depuis 1978 et le programme européen d'évaluation des voitures neuves (Euro NCAP) depuis 1997.

### Inspections légales des véhicules
L'inspection des véhicules est une procédure mandatée par les gouvernements nationaux ou infranationaux dans de nombreux pays, dans laquelle un véhicule est inspecté pour s'assurer qu'il est conforme aux réglementations régissant la sécurité, les émissions ou les deux. L'inspection peut être requise à divers moments, par exemple, périodiquement ou lors du transfert de propriété d'un véhicule.
Si nécessaire périodiquement, cela peut être appelé inspection périodique des véhicules à moteur, ou test MOT au Royaume-Uni, ou contrôle technique dans les directives de l'UE. Les intervalles typiques sont tous les deux ans (dans l'UE) et tous les ans (au Royaume-Uni). Lorsqu'un véhicule réussit l'inspection, un autocollant est souvent apposé sur le pare-brise ou la plaque d'immatriculation du véhicule pour simplifier les contrôles ultérieurs, mais dans certains pays (comme les Pays-Bas depuis 1994), cela n'est plus nécessaire.
Les véhicules sont testés dans les stations d'inspection lorsqu'ils doivent être inspectés. La plupart des décalcomanies/autocollants d'inspection américains affichent le numéro du mois et l'année. Ils sont appelés centre de test dans les directives européennes.
L'inspection des véhicules existe aux États-Unis.
À Victoria, en Australie, les caractéristiques de sécurité vérifiées comprennent la structure du véhicule, les pneus (profondeur de la bande de roulement), les roues, le moteur, la direction, la suspension, les freins, les feux et les ceintures de sécurité.

### Autres mesures de sécurité
Les pneus doivent être vérifiés régulièrement. La vérification des pneus est une mesure importante, car les pneus sont le seul contact qui existe entre la voiture et la route, nécessaire pour réduire la vitesse.
Dans les régions enneigées, comme le Royaume-Uni ou l'Allemagne, les pneus neige peuvent être utilisés pour la sécurité.